# Östmariska
Östmariska är ett finsk-ugriskt språk tillhörande den volgafinska grenen som närmast är besläktat med västmariska. Den skrivs med det kyrilliska alfabetet och är officiellt språk tillsammans med ryska och västmariska i Marij El. Talas också i flera andra delar av europeiska Ryssland.